# Guvernul Ion Ghica (București)
Guvernul Ion Ghica (București) a fost un consiliu de miniștri care a guvernat Principatul Munteniei în perioada 11 octombrie 1859 - 28 mai 1860.

## Componență
- Președintele Consiliului de Miniștri

Ion Ghica (11 octombrie 1859 - 28 mai 1860)
- Ministrul de interne

Ion Ghica (11 octombrie 1859 - 28 mai 1860)
- Ministrul de externe

Vasile Alecsandri (11 octombrie 1859 - 28 mai 1860)
- Ministrul finanțelor

Constantin Steriade (11 octombrie 1859 - 28 mai 1860)
- Ministrul justiției

ad-int. Gheorghe Crețeanu (11 octombrie 1859 - 28 mai 1860)
- Ministrul cultelor

Alexandru G. Golescu (11 octombrie 1859 - 28 mai 1860)
- Ministrul de război

ad-int. Colonel Ion Cornescu (11 octombrie - 28 noiembrie 1859)
Colonel Ioan Em. Florescu (28 noiembrie 1859 - 28 mai 1860)
- Ministrul controlului (Ministerul avea atribuțiile Curții de Conturi)

Ioan Bălăceanu (11 octombrie 1859 - 28 mai 1860)

## Articole conexe
- Guvernul Ion Ghica (Iași)
- Guvernul Ion Ghica (București)
- Guvernul Ion Ghica (1)
- Guvernul Ion Ghica (2)
- Guvernul Ion Ghica (3)
- Guvernul Dimitrie Ghica

## Sursă
- Stelian Neagoe - "Istoria guvernelor României de la începuturi - 1859 până în zilele noastre - 1995" (Ed. Machiavelli, București, 1995)

| Precedat(ă) de: Guvernul Nicolae Crețulescu (București) | Guvernul Ion Ghica (București) 11 octombrie 1859 - 28 mai 1860 | Succedat(ă) de: Guvernul Nicolae Golescu (București) |